# Cantó de Montoir-de-Bretagne
El cantó de Montoir-de-Bretagne (bretó Kanton Mouster-al-Loc'h) és una divisió administrativa francesa situat al departament de Loira Atlàntic a la regió de Loira Atlàntic, però que històricament ha format part de Bretanya.

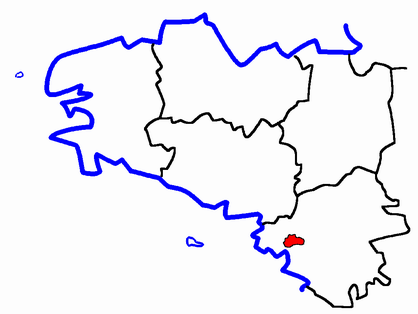
Situació del cantó

## Composició
El cantó aplega 6 comunes: 
| Nom francès           | Nom bretó            | Població | km²    | Codi Postal | Codi INSEE |
| Donges                | Donez                | 6.157    | 48,50  | 44480       | 44052      |
| Montoir-de-Bretagne   | Mouster-al-Loc'h     | 6.204    | 36,79  | 44550       | 44103      |
| Saint-Malo-de-Guersac | Sant-Maloù-Gwersac'h | 3.126    | 14,62  | 44550       | 44176      |
| Trignac               | Trinieg              | 6.956    | 14,38  | 44570       | 44120      |
| Cantó                 | Mouster-al-Loc'h     | 22.443   | 114,29 | -           | 4447       |

## Història
| Data d'elecció                           | Identitat           | Partit | Qualitat |
| ---------------------------------------- | ------------------- | ------ | -------- |
| 1973-1982                                | Jean-Louis Le Corre | PCF    |          |
| 1982-1994                                | Yannick Vaugrenard  | PS     |          |
| 1994-2008                                | Jean-Louis Le Corre | PCF    |          |
| 2008-                                    | David Roger         | PCF    |          |
| les dades anteriors no són pas conegudes |                     |        |          |
|                                          |                     |        |          |